# غيل باحكوم (دوعن)
'

تعديل مصدري - تعديل

غيل باحكوم هي إحدى قرى عزلة صيف بمديرية دوعن التابعة لمحافظة حضرموت، بلغ تعداد سكانها 404 نسمة حسب تعداد اليمن لعام 2004.